# شرق
شَرق یا خاوَر یکی از چهار جهت اصلی است که در نقشه‌ها به‌طور قراردادی معمولاً به سوی راست است. خاور، نقطه روبروی باختر است و °۹۰ با شمال و جنوب اختلاف زاویه دارد و خود در زاویه °۹۰ جای دارد. این سو، سویِ برآمدن خورشید است.
| جهت‌های جغرافیایی                                                                                       |
| --- |
| شمال (اپاختر، هودر) شمال شرقی شرق (خاور) جنوب شرقی جنوب (نیمروز، دشتر) جنوب غربی غرب (باختر) شمال غربی |

## ریشه‌شناسی
«شرق» ریشه در زبان عربی دارد و برابرِ فارسیِ آن «خاور» است. گرچه در ابیات رودکی و شاهنامه، باختر به‌عنوان شرق و خاور به‌عنوان غرب نام برده شده‌است ولی در دیگر نوشته‌های سده‌های میانه خاور به معنای شرق و غرب معرفی گشته‌است.
رودکی می‌گوید مِهر (خورشید) به سوی خاور می‌شتابد و پنهان می‌شود که می‌نمایاند او خاور را در معنای غرب دانسته:
| مهر دیدم، بامدادان چون بتافت |  | از خراسان سوی خاور می‌شتافت   |
| نیم‌روزان بر سرِ ما برگذشت     |  | چو به خاور شد ز ما نادید گشت |

فخرالدین اسعد گرگانی ریشهٔ واژهٔ خراسان را مرتبط با «جایی که خور (خورشید) از آنجا می‌آید» می‌داند که شرق است:
| خراسان را بود معنی خور آیان    |  | کجا از وی خور آید سوی ایران  |
| چه خوش نامست و چه خوش آب خاکست |  | زمین و آب و خاکش هر سه پاکست |

در نوشته‌های امروزی نیز خاور در معنای شرق به کار می‌رود و باختر در معنای غرب.

## جهت‌یابی
برپایۀ قرارداد، سمت راست نقشه، شرق است. این قرارداد با این معیار است که شمال را در بالا باشد.
برای رفتن به شرق با استفاده از قطب‌نما برای ناوبری، یک یاتاقان یا آزیموت باید روی ۹۰ درجه تنظیم شود.